# System kolei
System kolei – wyróżnione cechami funkcjonalnymi i technicznymi sieć kolejowa i pojazdy kolejowe przeznaczone do ruchu po tej sieci.
System kolei dzieli się na podsystemy:
- strukturalne[2]:
  - infrastruktura[3] – tory, rozjazdy, obiekty inżynieryjne, w tym mosty, tunele, przepusty, infrastruktura towarzysząca na stacjach, w tym perony i strefy dostępu z uwzględnieniem potrzeb osób o ograniczonej zdolności poruszania się oraz urządzenia bezpieczeństwa i urządzenia ochronne,
  - energia[4] – system zasilania w energię elektryczną, w tym linie napowietrzne i znajdująca się na pokładzie pojazdu kolejowego część urządzeń służących do mierzenia zużycia energii elektrycznej,
  - sterowanie[5] – urządzenia niezbędne do zapewnienia bezpieczeństwa oraz sterowania ruchem pociągów na sieci kolejowej, wraz z urządzeniami do zapewnienia komunikacji i oprogramowaniem urządzeń sterowania:
    - urządzenia przytorowe,
    - urządzenia pokładowe,

  - tabor[6] – struktura pojazdu kolejowego, systemy sterowania wyposażeniem pociągów wraz z oprogramowaniem, odbieraki prądu, elementy trakcyjne i przetwarzania energii, elementy hamowania, sprzęgi i urządzenia biegowe, w tym wózki, osie oraz zawieszenia, oraz drzwi, interfejsy między pojazdem kolejowym a człowiekiem, w tym drużyną trakcyjną, personelem pokładowym i pasażerami, z uwzględnieniem potrzeb osób o ograniczonej zdolności poruszania się, a także pasywne i aktywne urządzenia bezpieczeństwa oraz wyposażenie medyczne pierwszej pomocy;
- funkcjonalne:
  - ruch kolejowy[7] – procedury i związane z nimi urządzenia umożliwiające spójne funkcjonowanie różnych podsystemów strukturalnych, w tym przygotowanie składu i prowadzenie pociągu, planowanie i zarządzanie ruchem oraz wymagane kwalifikacje zawodowe,
  - utrzymanie[8] – procedury, urządzenia towarzyszące, terminale, centra logistyczne dla prac związanych z utrzymaniem oraz rezerwy umożliwiające obowiązkowe utrzymanie korygujące i prewencyjne celem zapewnienia interoperacyjności systemu kolei oraz wymaganej wydajności;
  - aplikacje telematyczne[9]:
    - aplikacje dla usług pasażerskich – w tym systemy informowania pasażerów przed i w czasie podróży, systemy rezerwacji i płatności, zarządzanie bagażem oraz zarządzanie połączeniami między pociągami oraz z innymi środkami transportu, wraz z oprogramowaniem systemów informatycznych i komunikacyjnych,
    - aplikacje dla usług towarowych – w tym systemy informowania (monitorowanie ładunków i pociągów w czasie rzeczywistym), systemy zestawiania i przydziału, systemy rezerwacji, płatności i fakturowania, zarządzanie połączeniami z innymi środkami transportu oraz sporządzanie elektronicznych dokumentów towarzyszących, wraz z oprogramowaniem systemów informatycznych i komunikacyjnych.